# Condado de Alpena
El condado de Alpena (en inglés: Alpena County, Míchigan), fundado en 1857, es uno de los 83 condados del estado estadounidense de Míchigan. En el año 2000 tenía una población de 31.314 habitantes con una densidad poblacional de 21 personas por km². La sede del condado es Alpena.

## Geografía
Según la Oficina del Censo, el condado tiene un área total de 4690 km² (1810,8 mi²), de la cual 1487 km² (574,1 mi²) es tierra y 2903 km² (1120,8 mi²) es agua.

## Condados adyacentes
- Condado de Alcona - sur
- Condado de Oscoda - sudoeste
- Condado de Montmorency - oeste
- Condado de Presque Isle - noroeste

## Demografía

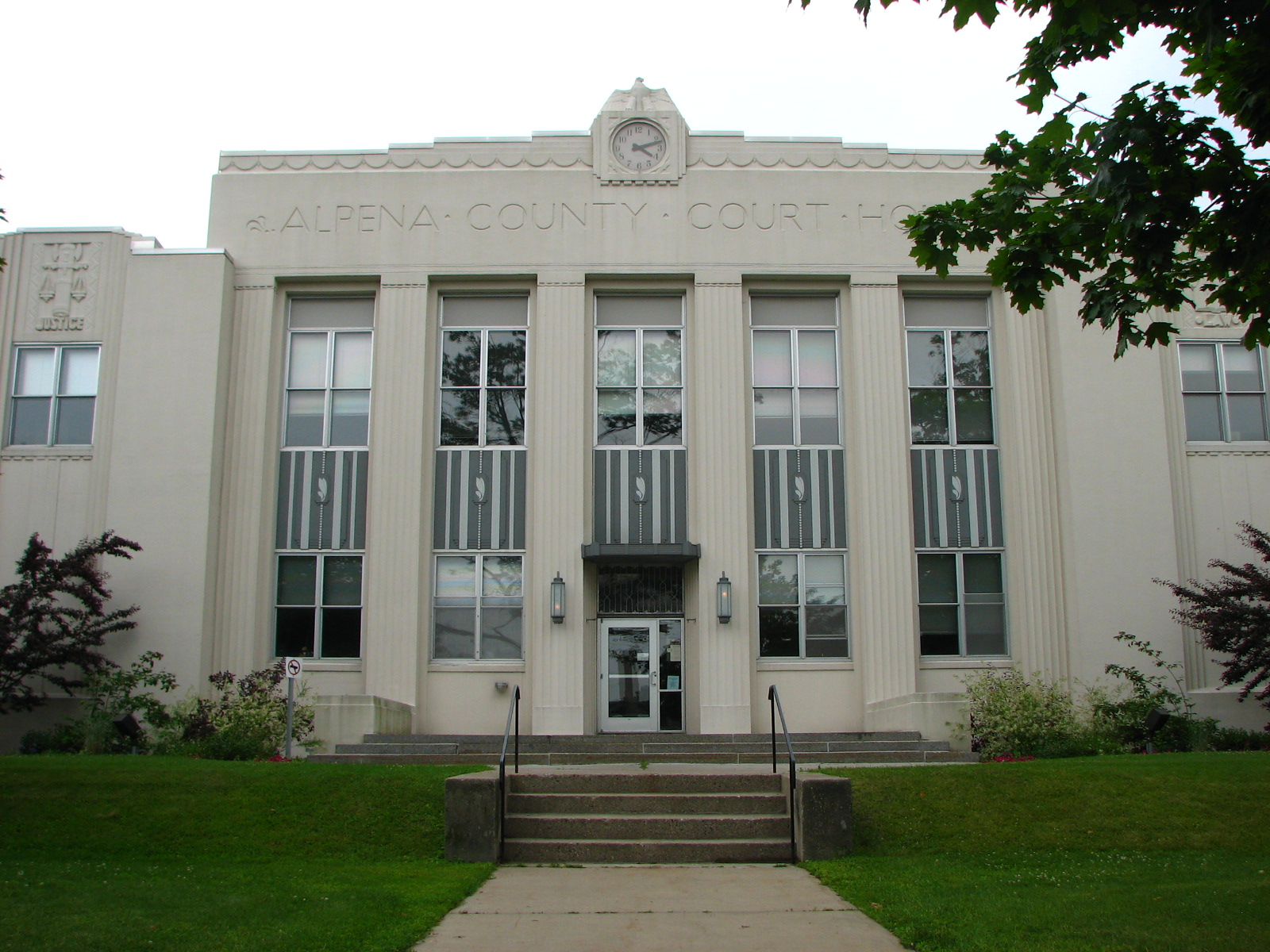
Palacio de Justicia, construido en 1934

En el 2000 la renta per cápita promedia del condado era de $34,177, y el ingreso promedio para una familia era de $42,366. El ingreso per cápita para el condado era de $17,566. En 2000 los hombres tenían un ingreso per cápita de $34,571 frente a los $21,962 que percibían las mujeres. Alrededor del 10.50% de la población estaba bajo el umbral de pobreza nacional.

## Lugares

### Ciudades
- Alpena

### Lugar designado del censo
- Ossineke

### Comunidades no incorporadas
- Bolton
- Cathro
- Herron
- Hubbard Lake
- Lachine
- Leer
- Spratt

### Municipios
| - Municipio de Alpena - Municipio de Green - Municipio de Long Rapids | - Municipio de Maple Ridge - Municipio de Ossineke - Municipio de Sanborn | - Municipio de Wellington - Municipio de Wilson |